# Vilhelm Klein

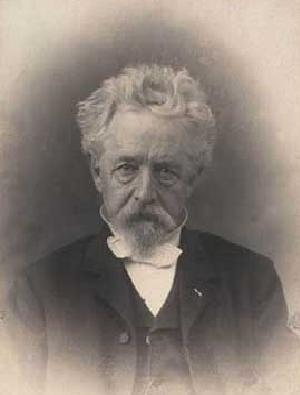
Vilhelm Klein, 1900

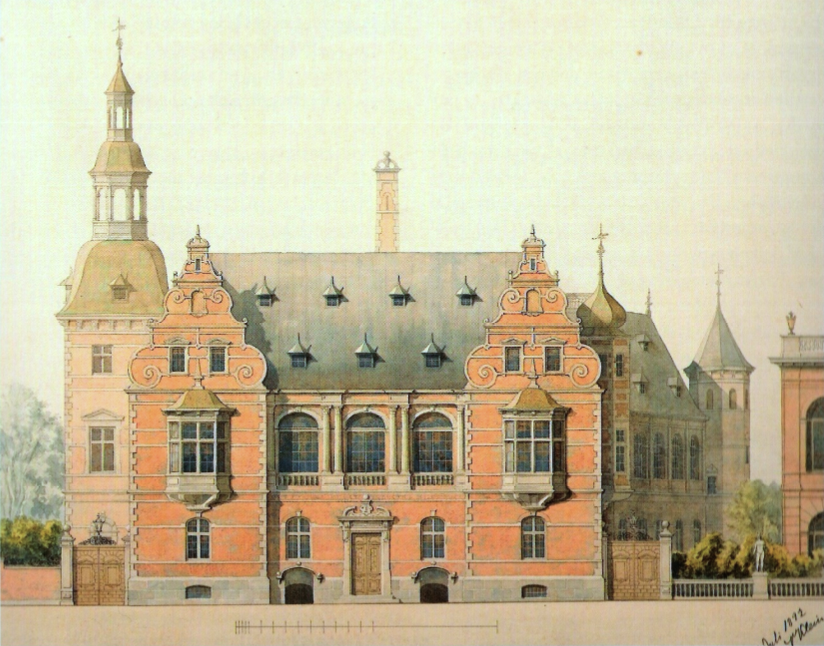
H.C. Andersen Slottet, Kopenhagen, ursprünglich: Det Danske Kunstindustriemuseum. Entwurfszeichnung: Vilhelm Klein, 1890

Vilhelm Klein (* 6. März 1835 in Kopenhagen; † 10. Februar 1913 in Frederiksberg) war ein dänischer Architekt und Professor. Er war ein Vertreter des Historismus, und viele seiner Gebäude sind im Baustil der Niederländischen Renaissance gebaut, für den er eine Vorliebe hatte.

## Ausbildung
Vilhelm Klein war der Sohn des Maurermeisters, Kapitän Ditlev Vilhelm Klein (1793–1868) und Marie Kirstine Skousboe (1806–1891). Klein beendete seine Lehre als Maurer im Jahr 1852, war aber schon in die Grundklasse der Kopenhagener Technischen Schule aufgenommen und studierte ab Oktober 1849 an der Schule für Architektur der Königlich Dänischen Kunstakademie (dänisch Kunstakademiets Arkitektskole), wo er 1854 die kleine Silbermedaille und die große 1856 für seine Arbeiten gewann. Ab 1859 besuchte er die Dekorationsschule der Akademie (dänisch Akademiets dekorationsskole) bei Georg Hilker. Er arbeitete fünf Jahre lang von 1851 bis 1856 für den Kopenhagener Architekten Gottlieb Bindesbøll (1800–1856), den er selbst als seinen eigentlichen Lehrer bezeichnete. Bindesbøll entwarf die erste Stufe von „Brumleby“ (ursprünglich „Lægeforingens Boliger“), eine Wohnsiedlung im Stadtteil Østerbro in Kopenhagen (1854–1856). Später wurde Klein nach dem Tod von Bindesbøll mit dem Ausbau der Anlage betraut (1867–1872). Die bedeutende Erweiterung der Wohnsiedlung realisierte er als Kopie der ursprünglichen Gebäude mit tiefstem Respekt vor der Architektur des Lehrers.
Danach wurde Vilhelm Klein von Ferdinand Meldahl (1827–1908) von 1857 bis 1862 als Mitarbeiter eingestellt, ein führender dänischer Architekt des Historismus, was auch für Kleins Auffassung von Architektur von großer Bedeutung war. Vilhelm Klein war u. a. im Jahr 1858 Meldahls Assistent beim Bau des Instituts für Blinde. Neben der Arbeit für Bindesbøll und Meldahl arbeitete er aber auch viel für Johan Daniel Herholdt (1818–1902) u. a. als Assistent bei Herholdts Entwurf des Hauptgebäudes des Herrensitzes Selchausdal 1856.
So kam Vilhelm Klein schon früh in Kontakt mit den bedeutendsten dänischen Architekten seiner Zeit. In der klaren Trennung der Haltungen, die in den folgenden Jahrzehnten in der dänischen Architektur zwischen der sogenannten nationalen Linie der Herholdt-Schule und der sogenannten europäischen Linie der Meldahl-Schule stattfand, war Vilhelm Klein auf der Seite von Meldahl und er trug wesentlich dazu bei, die Opposition mit Betonung auf die große, evokative Natur der Architektur zu formulieren.
Er besuchte zu Studienzwecken in den Jahren 1858 bis 1859 mehrere Male Italien und reiste auch nach Paris.
Vilhelm Klein nahm an dem Deutsch-Dänischen Krieg 1864 teil.

## Karriere
Vilhelm Klein liebte besonders den Baustil der Niederländischen Renaissance, ein Architekturstil der in Dänemark auch „Rosenborg-Stil“ oder „Christian IV-Stil“ genannt wird, denn der dänische König hatte eine große Vorliebe für diesen Baustil und ließ die Börse Kopenhagen und die Schlösser Rosenborg und Frederiksborg in Hillerød danach bauen.
Vilhelm Klein beherrschte diesen Baustil mit großer Sicherheit, aber auch in anderen Stilrichtungen konnte er erfolgreich arbeiten. Zu seinen Hauptwerken gehörte das Gebäude der Industrievereinigung (dänisch Industriforeningens bygning) am Rathausplatz, ein monumentales rotes Steingebäude mit klassizistischen Elementen, das 1870–1872 als Industrieausstellung erbaut, aber 1879 von der Industrievereinigung übernommen wurde (heute abgerissen). Weiterhin das französische Kunstausstellungsgebäude 1888 im klassizistischen Stil (heute abgerissen). Das erste Gebäude des Kunstindustriemuseums am Rathausplatz 1892–1894, Gads Boghandel, Vimmelskaftet 32, 1896–1897, die ursprünglichen Gebäude der Psychiatriekliniken (dänisch Brejning Åndssvageanstalt) in Brejning bei Vejle 1898–1901, eine der großen Brauereien mit Hauptsitz und Abfülleinrichtung auf dem Ny Carlsberg 1901–1903, und Dekorationsarbeiten an der rekonstruierte Orgelfassade für die Schlosskirche von Frederiksborg.
Als Mitglied des Industrievereins gegenüber dem Technischen Institut ergriff er 1868 zusammen mit dem Kunstdrechsler Johan Adam Schwartz (1820–1874) die Initiative zur Gründung „Der neuen Handwerkerschule“ (dänisch Den nye Håndværkerskole). Vilhelm Klein leitete die Schule bis 1876, als sie und das Institut der neuen „Technischen Gesellschaftsschule“ (dänisch Det tekniske Selskabs Skole) unterstellt wurden.
Im Jahr 1875 gründeten das Ehepaar Charlotte und Vilhelm Klein eine „Zeichenschule für Frauen“ (dänisch Tegneskolen for kvinder). Ein Jahr später 1876 nahm die Schule mit Charlotte Klein als Schulleiterin ihren Betrieb auf. Diese Funktion behielt sie bis 1907. Ihr Ehemann Vilhelm Klein, der 1868 Mitbegründer der Handwerkerschule für Männer gewesen war, wurde Vorsitzender des Vorstandes.
Vilhelm Klein war von September 1864 bis Mai 1869 Assistent an der Architekturschule der Akademie der Bildenden Künste in Kopenhagen, 1883 wurde er Mitglied der Akademie, später Mitglied des Akademierates und 1887 erhielt er den Titel Professor.
Klein war auch in den meisten damals dominierenden Handwerks- und Industrieverbänden engagiert. So war er Mitglied der Vertreterversammlung des Industrieverbandes (dänisch Industriforeningen) von 1868 bis 1881, desgleichen Buchausschusses 1870 bis 1881, Mitglied des vorläufigen Vorstandes der Technischen Gesellschaftsschule 1876, Mitglied der Akademie der bildenden Künste und des Schulrates 1883 bis 1888 sowie Architekt und Sekretär der dänischen Abteilung bei der Weltausstellung in Paris 1889. Im Jahr 1869 war Klein der Architekt vom Arbeiter-Bauverein (dänisch Arbejdernes Byggeforening), aber der Verein war mit seinen Bemühungen nicht zufrieden, und er wurde durch Frederik Bøttger ersetzt.
Vilmelm Klein war Freimaurer und entwarf das Gebäude der Freimaurerloge in Helsingør.

## Tätigkeit als Autor
Vilhelm Klein hinterließ eine umfangreiche Sammlung von gedruckte und ungedruckten Schriften, insbesondere zur Architektur, in der er eine überwiegend konservative und sehr kämpferische Position vertrat. Zu nennen sind unter anderem der Abschnitt über die Geschichte der Architektur im Buch der Erfindungen, (dänisch Opfindelsernes Bog) 1877, Die neuere Kunstindustrie (dänisch Den nyere Kunstindustri), 1879, Anti-Brandesianske Flyveblade, 1887–1888, Om Kunstværdi, 1890. Ungedruckt liegt z. B. ein Manuskript zu einer aufschlussreichen, aber sehr persönlich gefärbten Sammlung von Biografien seiner zeitgenössischen Architekten vor: „Architekten Portraits“ (dänisch Arkitekt Portrætter) (in der Königlichen Bibliothek).

## Familie
Vilhelm Klein heiratete am 10. Oktober 1866 in Helsingør Charlotte Klein (geborene Unna), (* 29. Oktober 1834 in Helsingør, † 9. März 1915 in Frederiksberg) Sie war die Tochter der Kaufmanns Simon Unna (1792–1852) und seiner Frau Johanne Marie Schrøder (1800–1877). Die Ehe blieb kinderlos. Vilhelm Klein starb 1913 in Frederiksberg und wurde in Kopenhagen auf dem Assistenzfriedhof (dänisch Assistens Kirkegård) neben seiner Frau Charlotte begraben.
Sein Bruder August Henning Klein (* 11. Oktober 1839, † 25. September 1909) wurde 1858 Schreinerlehrling, ging zur Akademie ohne einen Abschluss zu machen und war 1862–1865 Assistent bei Ferdinand Meldahl bei den Wiederaufbauarbeiten für Schloss Frederiksborg nach dem Brand 1859. Nachdem er am Deutsch-Dänischen Krieg von 1864 teilgenommen hatte, entwarf er eine Reihe von Herrenhäusern (dänisch Herregård) im Baustil des Rosenborg-Stils wie Klintholm auf Møn, Frederiksberg auf Langeland, Stensbygård bei Vordingborg und Marienlyst bei Vordingborg, mit den zugehörigen großen landwirtschaftlichen Gebäuden. Er veröffentlichte auch zwei Bücher über landwirtschaftliche Bauten: Tegninger til Landbrugsbygninger, 1876 und Danske Landbrugsbygninger, 1893.

## Auszeichnungen
- Ritter des Dannebrogordens
- Dannebrogsmand
- Officier de l'instruction publique
- Ritter der Ehrenlegion (französisch Légion d'honneur)
- Russischer Orden der Heiligen Anna
- Ritter des schwedischen Vasaorden

## Ausstellungen
Er stellte Zeichnungen seiner Entwürfe auf der Kunstindustrieaustellung in Amsterdam 1877 und auf den Charlottenborger Frühjahraustellungen in den Jahren 1855, 1857, 1861, 1962, 1863, 1865, 1867, 1879, 1888, 1897 und 1913 (Gedenkausstellung) aus.

## Werke

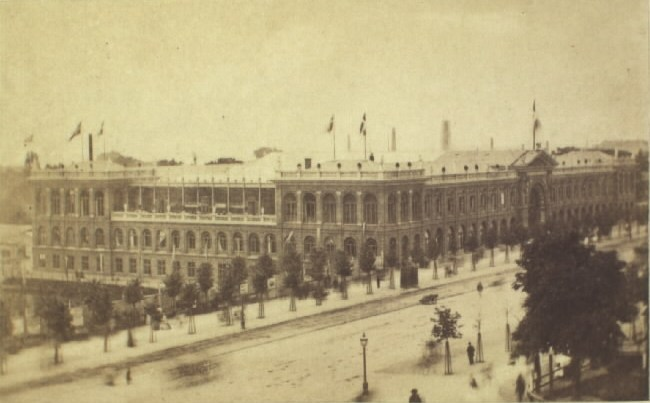
Industrieausstellungsgebäude, Vesterbrogade

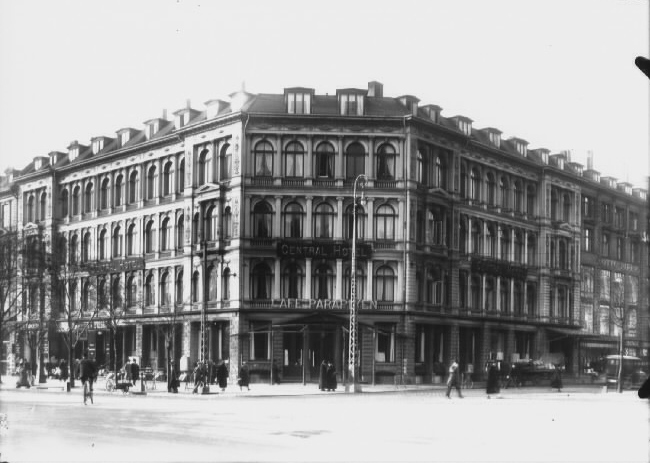
Centralhotel, Rådhuspladsen 16 / Vesterbrogade 2 A, Kopenhagen

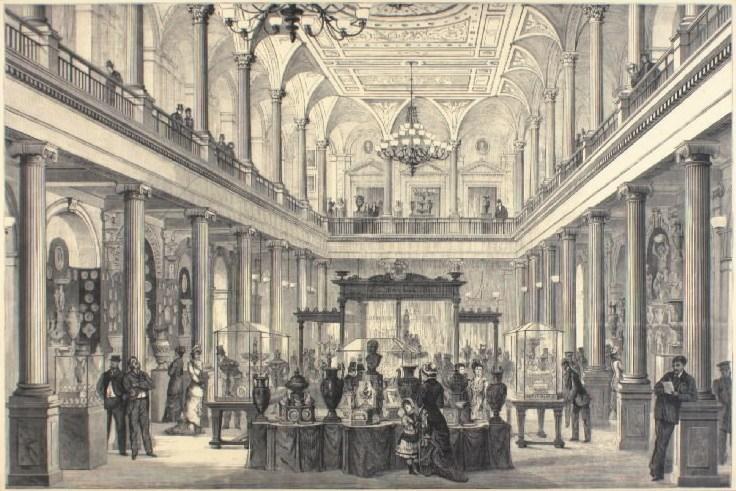
Industrieausstellungsgebäude, Innenansicht

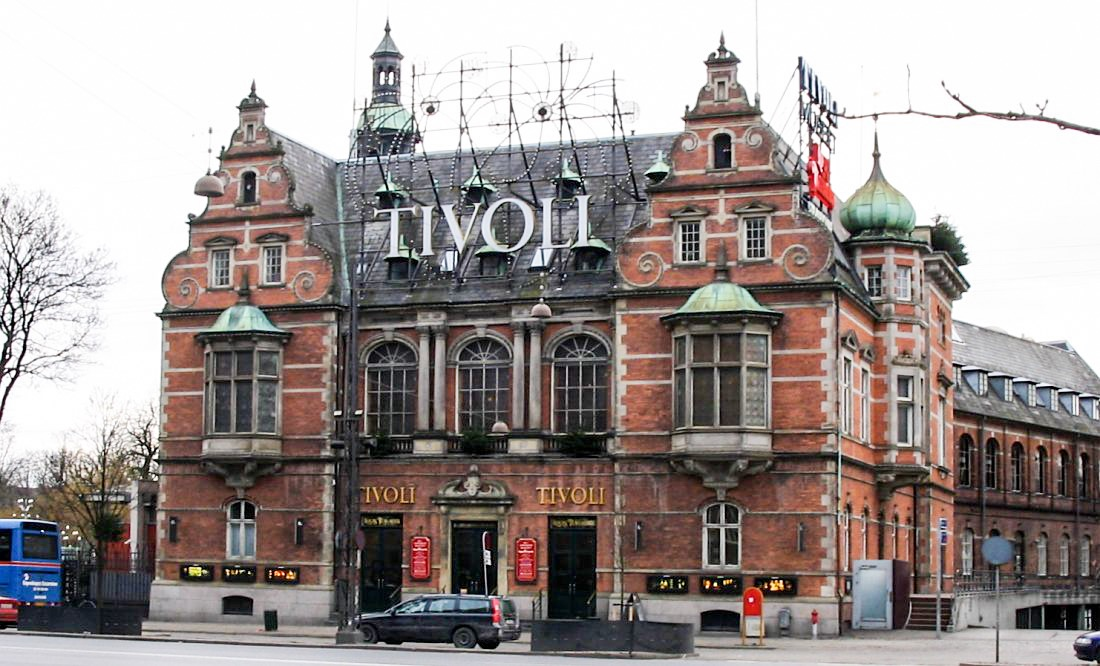
Das zeitweilige Kunstindustriemuseum, heute H.C. Andersen Slottet (auch Tivolislottet), Kopenhagen

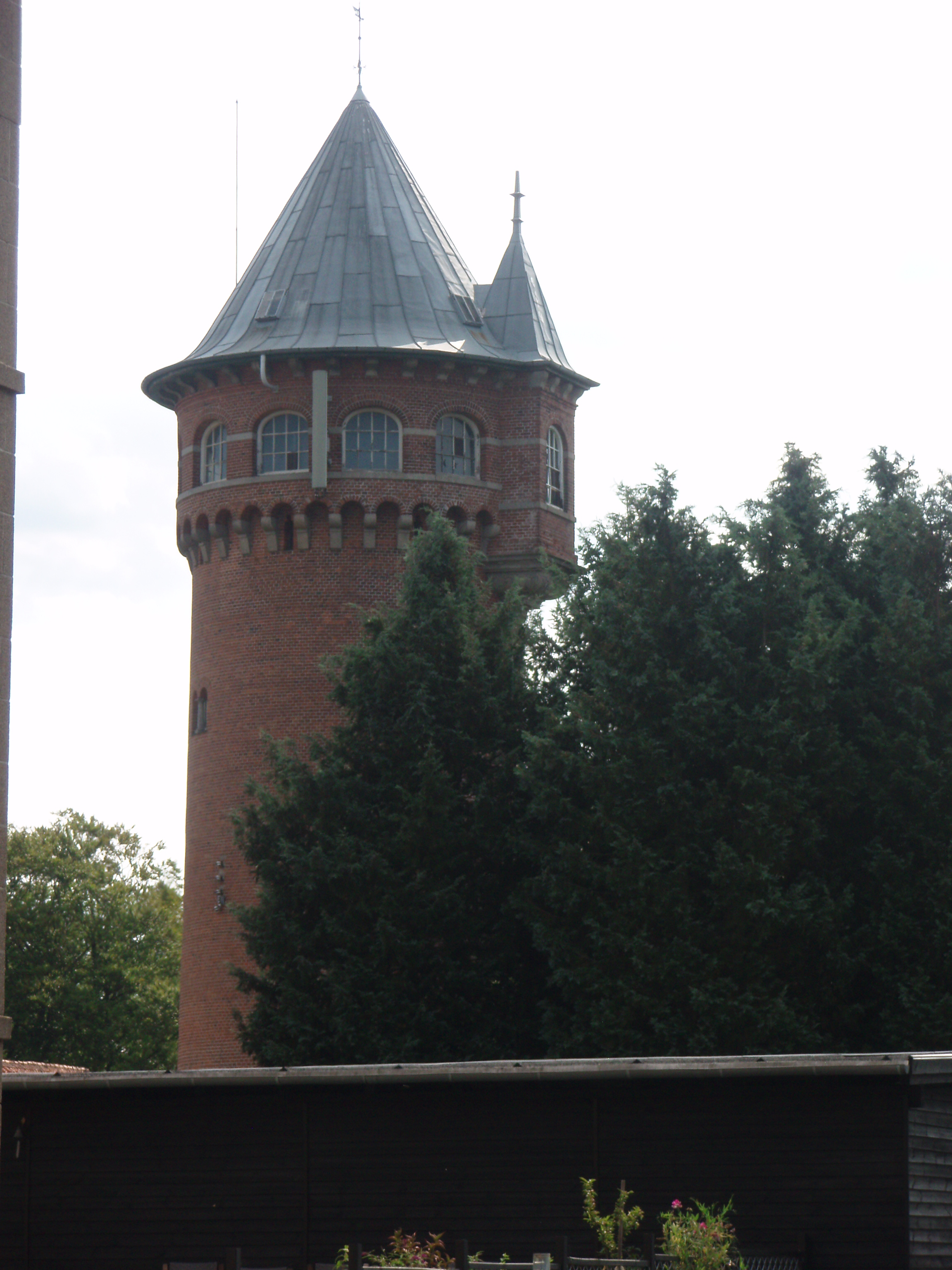
Wasserturm in Brejning

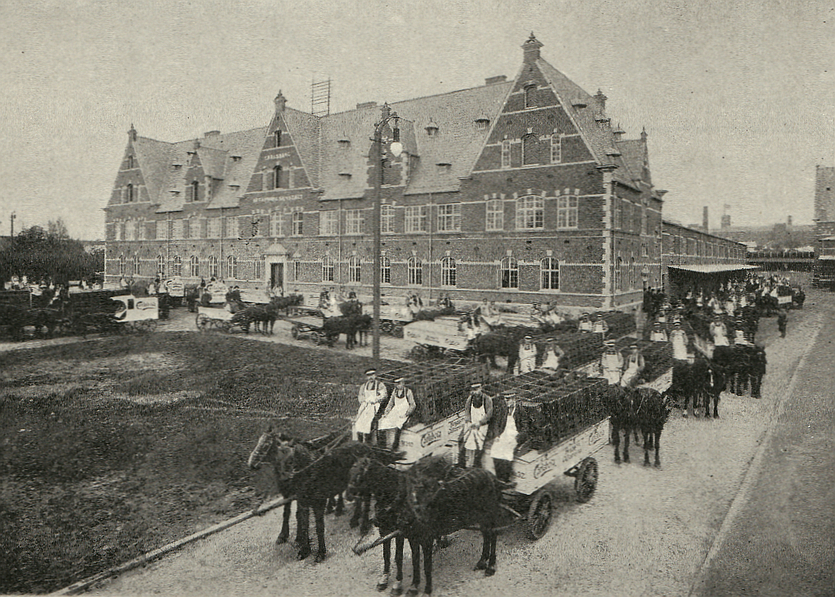
Hauptgebäude Carlsberg Brauerei

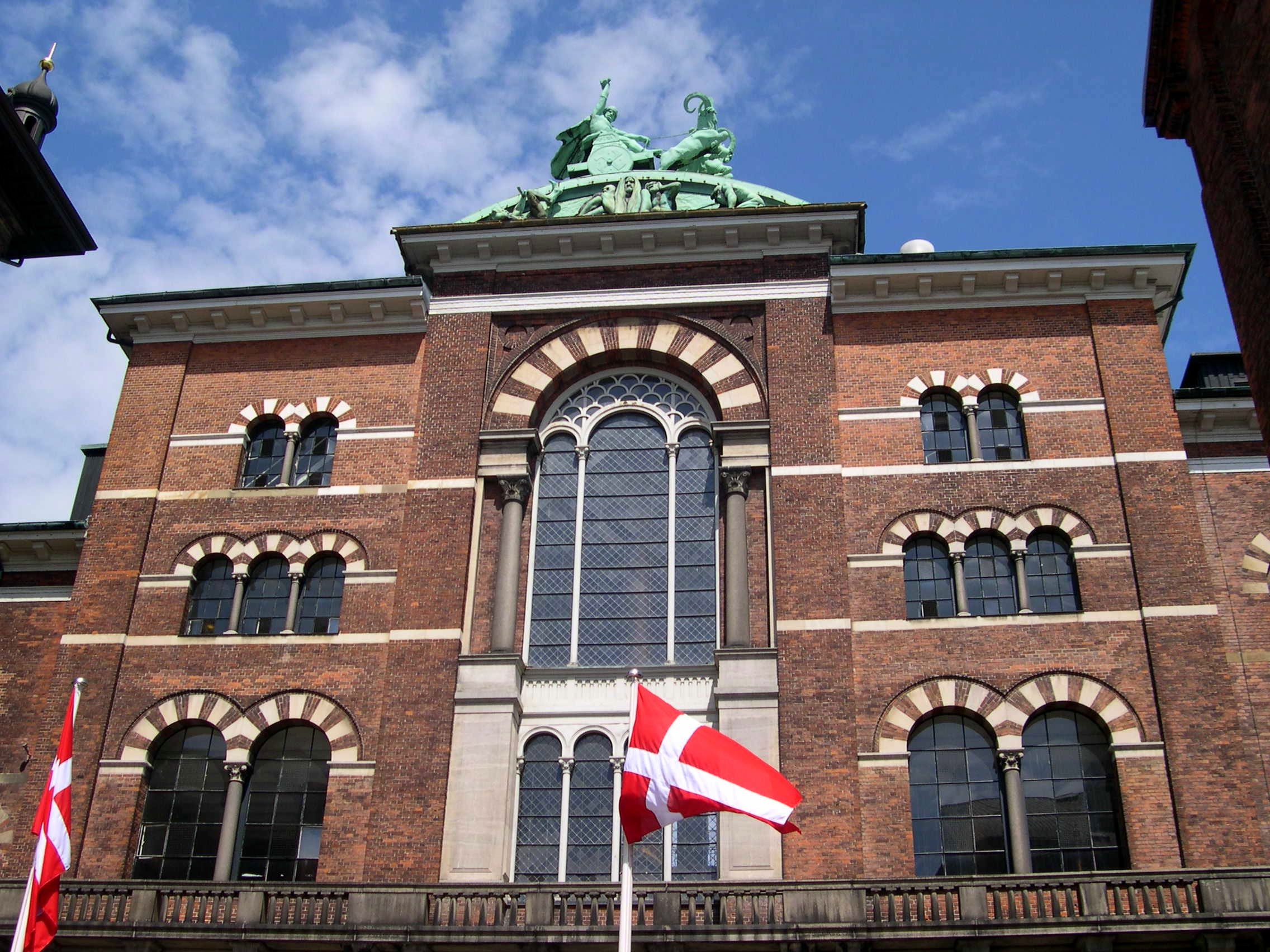
Ny Carlsberg Brauhaus

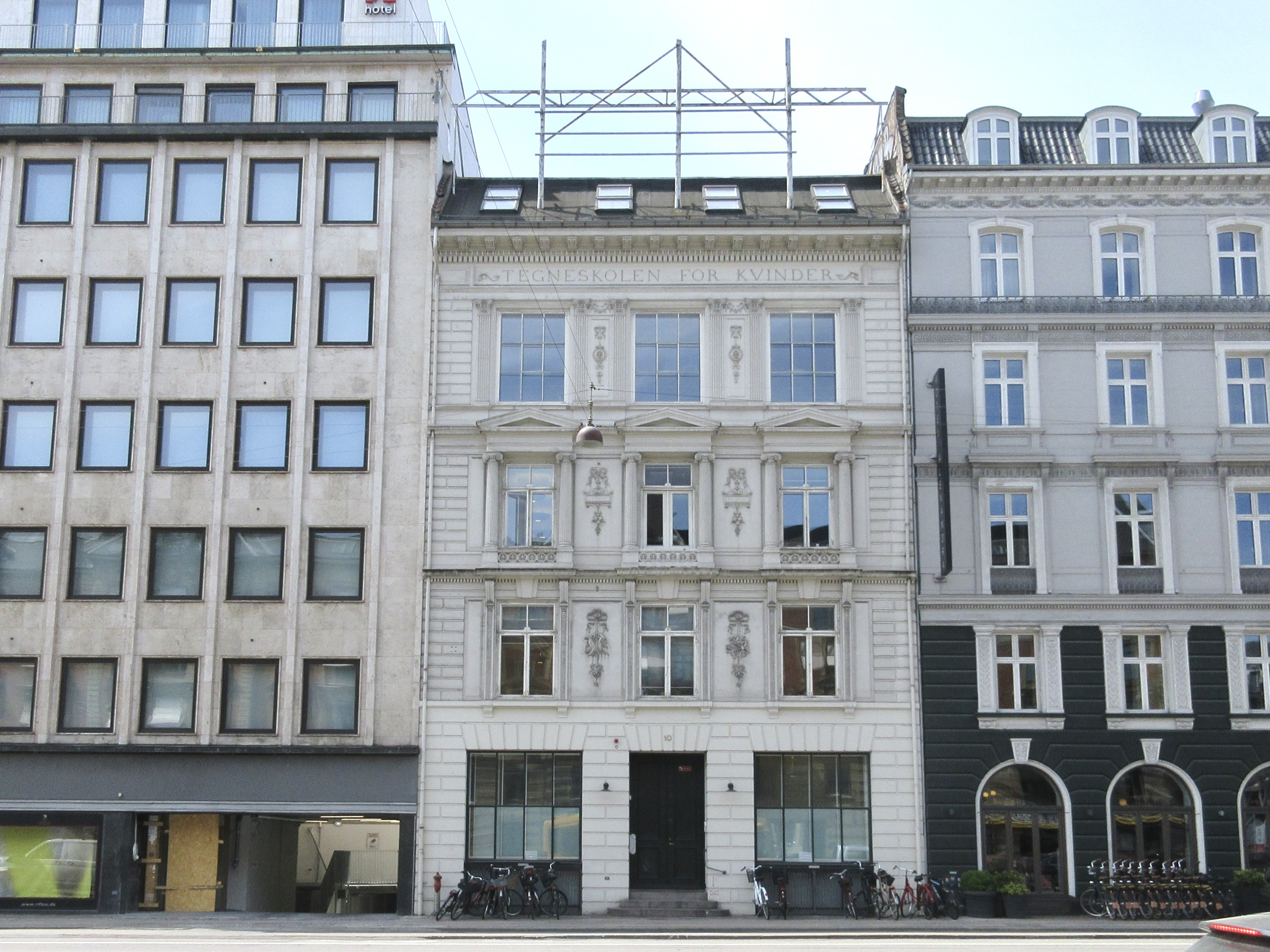
Zeichenschule für Frauen, Hans Christian Andersen Boulevard 10, Kopenhagen

- Vorlage für die Anschlüsse in Caspar Frederik Harsdorffs Werken (1856–1857, veröffentlicht von Kunsthistoriker Niels Laurits Høyen, 1859–1871)
- Herregården Selchausdal, Gartenfassade (1857, Restarbeiten von Johan Daniel Herholdt, unter Denkmalschutz)
- Schloss Frederiksborg, Orgel der Schlosskirche (1861)
- Villa Sommariva, Ndr. Strandvej, Helsingør (ca. 1865)
- Ditlev Gothard Monrads Villa, Falkoner Allé, Frederiksberg (1866, abgebrannt 1907)
- Dänischer Freimaurerorden (dänisch Den Danske Frimurerorden) Logengebäude in Helsingør, (1866–1867)
- Apotheke in Ringsted (1867)
- Erweiterung der Wohnsiedlung „Brumleby“ (Lægeforeningens Boliger), Østerbrogade 57, Block J-S (1867–1872, teilweise als Kopie von den ersten Gebäuden von M.G. Bindesbøll, unter Denkmalschutz)
- Umbau von Niels Hemmingsens Gade 24 für „Sparkasse von Kopenhagen“ (1867–1868, zusammen mit Staatsbaumeister Harald Conrad Stilling (1815–1891))
  - Erweiterungsbauten für die Sparkasse in Valkendorfsgade (1873)
  - Vergrößerung desselben Baues (1879)
- Industrieausstellungsgebäude, später „Gebäude der Industrievereinigung“, Vesterbrogade 1, Kopenhagen (Entwurf 1868, Errichtung 1870–1872, Abriss 1977)
  - Mittelflügel im Hof an gleicher Stelle (1879, abgerissen)
  - Dekoration des Saales an gleicher Stelle (1880, verschwunden)
- Villa für Rechtsanwalt Langkilde, Helsingør (1868, möglicherweise nur ein Projekt)
- Arbejdsanstalt, Ganløse (1869)
- Sparkasse Aalborg, Aalborg (1873–1874, Umbau)
- Eckgebäude „Centralhotel Kopenhagen“ und Café Paraplyen, Rådhuspladsen 16 / Vesterbrogade 2 A, Kopenhagen (1873–1874, Abriss 1934 und ersetzt durch „Richshuset“)
- Jernbanegade 3–5, Kopenhagen (1874, abgerissen)
- Holbergsgade 14, Kopenhagen (1874)
- Peder Skrams Gade 15, Kopenhagen (1874)
- Rådhuspladsen 14, Kopenhagen (1875, abgerissen 1960 und ersetzt durch Nye Danskes hus)
- Store Kongensgade 63, Kopenhagen (1875)
- Holbergsgade 16, Kopenhagen (1876)
- Frederiksborggade 28–30, Kopenhagen (1876)
- Karens Minde, Einrichtung für geistig Behinderte, heute Kulturhaus, Wagnersvej 19, Kopenhagen (1877, Zellenbauten 1894, später erweitert)
- Lægeforeningens Arbejderboliger, Østerbrogade/Nyborggade, Kopenhagen (1878, abgerissen)
- Taubstummenschule (dänisch Døvstummeskole), Baldersgade, Kopenhagen (1880, 1903–1974 Balders Hospital)
- Zeichen- und Kunstgewerbeschule für Frauen, H.C. Andersens Boulevard 10, Kopenhagen (eröffnet 1881, unter Denkmalschutz)
- Fassade der Sparkasse von Helsingør, Stengade, Helsingør (1883)
- Mittel- und Realschule, Klosterstræde, Holbæk (1884–85)
- Kronprinsesse Louises Asyl, Østerbrogade 57 A (1886, heute Sankt Jakobs Kindergarten)
- Buerup Kirke (1887)
- Lillemosegård, Søborg (1887–1888, umgebaut)
- Gammelmosehus, Vangede (entworfen 1888, gebaut 1892, abgerissen)
- Das französische Kunstausstellungsgebäude (dänisch Den franske Kunstudstillings bygning) (1888, abgerissen)
- Der dänische Pavillon auf der Weltausstellung Paris 1889
- Danske Kunstindustriemuseum, heute H.C. Andersen Slottet (auch Tivolislottet), H.C. Andersens Boulevard 22–24 (1892–1894)
- Gestaltung der internationalen Kunstausstellung bei Eröffnung der Ny Carlsberg Glyptotek (1897)
- Gottlieb Ernst Clausen Gads Verlagsgebäude, Vimmelskaftet 32, Kopenhagen (1897)
- Kellersche Anstalten, Psychiatrische Kliniken in Brejning am Vejle Fjord (1898–1901, umgebaut)
- Wasserturm, Brejning (1901)
- Wasserturm bei Varde Vestbanegård, Varde (1901)
- Brauhaus, Carlsberg (Brauerei) (1901, nach einer Ideenskizze von Carl Jacobsen, unter Denkmalschutz 2009)
- Hauptsitz, Abfüllanlage, Portierwohnung, Carlsberg (Brauerei), Vester Fælledvej 100 (1902–1903, umgebaut)
- Dekorative Arbeiten, zum Beispiel Keramiken für die „Fajancefabrikken Aluminia“ (1878)

### Projekte
- Tivolis Konzertsaal (1862)
- Børstrappe (1871)
- Det Kongelige Teater (1872)
- Axelhus-Projekt, Vesterbrogade/Jernbanegade/Rådhuspladsen/Vester Farimagsgade (1873, nachempfunden Theophil von Hansens Heinrichshof in Wien)
- Rathaus von Roskilde (1882)
- Schloss Christiansborg (1887)
- Sprossen für die Sankt Olai Kirke, Helsingør (1888, 1. Prämie)
- Zollfreilager, København (1889)
- Rathaus Kopenhagen (1889)

### Bibliografie
- Om Marmorpladsens Bebyggelse og Ruinens Nedbrydning, København: Thiele 1867.
- "Bygningskunstens Historie", in: Opfindelsernes Bog, 1877.
- Den nyere Kunstindustri, 1879.
- Anti Brandesianske Flyveblade, 1887–1888.
- Om Kunstværdi, 1890
- Nutidsspørgsmaal, 1891–1892
- Nyere Kunstretninger, Vejledning for Besøgende i den internationale Kunstudstilling, 1897
- Italiens Historie efter Romerrigets Opløsning I-III, 1904–1908
- Den sunde Fornuft, 1910
- diverse Artikel zum Beispiel in Industriforeningens Maanedsskrift. in Litteratur og Kritik und in Architekten.